# Kurt von Kleefeld

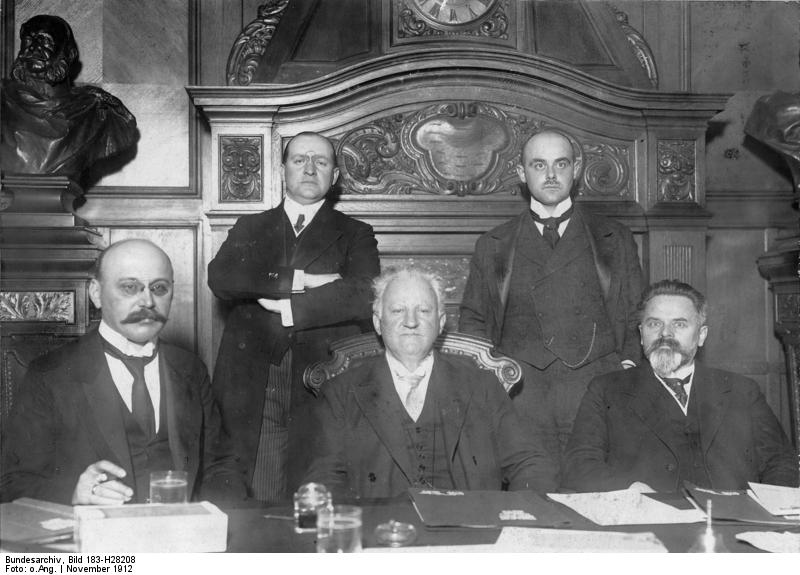
Kurt Kleefeld (stehend, rechts) im Präsidium des Hansa-Bundes bei einer Tagung im November 1912 in Berlin. Neben ihm steht links Hartmann von Richthofen. Sitzend, von links: Franz Heinrich Witthoefft, Jakob Riesser und Albert Hirth

Kurt von Kleefeld (bis zur Erhebung in den Adelsstand am 12. November 1918 Kurt Kleefeld; * 16. Oktober 1881 in Kassel; † 28. Oktober 1934 in Berlin-Karlshorst) war Jurist, Verwaltungsbeamter, Verbandsfunktionär, Industrieller und Gutsbesitzer. Er war ein Schwager von Gustav Stresemann.
Von 1909 bis 1916 war Kleefeld Geschäftsführer des Hansabunds und von 1914 bis 1932 fürstlich hohenlohe-oehringischer Verwalter und Generalbevollmächtigter der hohenlohischen Gruben und Industrieunternehmen.
Kurt von Kleefeld war der letzte während des Kaiserreichs geadelte Deutsche.

## Leben

### Herkunft und Werdegang
Kleefeld stammte aus einer assimilierten jüdischen Unternehmerfamilie und wurde auf Wunsch der Eltern evangelisch getauft. Die relativ wohlhabende Familie zog im Dezember 1882 nach Berlin. Sein Vater Adolf (auch Arthur, ursprünglich Aaron) Kleefeld (1856–1902) betrieb gemeinsam mit seinem älteren Bruder Hermann ein Baumwollgeschäft und engagierte sich später im Braunkohlebergbau. Nach seinem frühen Tod blieb die Mutter Antonie, Tochter des Pferdehändlers Julius Heinemann aus Lankwitz im Kreis Teltow bei Berlin, mit Kurt und seinen drei sehr gutaussehenden jüngeren Schwestern auf sich gestellt. Er studierte in Berlin, Leipzig und Freiburg im Breisgau. Mit einer Arbeit über die Tierhalterhaftung erwarb Kleefeld 1904 den juristischen Doktorgrad. Nach dem Studium bestand er 1905 das Staatsexamen als Regierungsassessor mit einer rechtswissenschaftlichen Studie über Die Theaterzensur in Preussen und trat in den preußischen Verwaltungsdienst ein. 1910 wurde er stellvertretender Landrat in Briesen in Westpreußen. Seine Schwester Käte (1883–1970) war seit 1903 mit Gustav Stresemann verheiratet, der wie Kleefeld der Leipziger Reformburschenschaft Suevia angehörte.
Auf Vermittlung seines Schwagers wurde Kurt Kleefeld 1909 zunächst ehrenamtlich und ab 1912 hauptamtlich Geschäftsführer des liberalen Wirtschaftsinteressenverbands Hansabund. Auf Empfehlung von Albert Ballin wurde er im Frühjahr 1914 zum Kammerpräsidenten (d. h. Leiter der Güter- und Finanzverwaltung) des Fürsten Christian Kraft zu Hohenlohe-Oehringen ernannt, eines der reichsten Adeligen Deutschlands, der sich jedoch seit einigen Jahren in geschäftlichen Schwierigkeiten befand. Fürst Christian Kraft gründete in der Reichshauptstadt Berlin, wo er auch selbst wohnte, eine Generalverwaltung für die weit verstreuten Besitzungen seines Hauses und übertrug Kleefeld die Leitung. Das Fürstenhaus verfügte neben großen land- und forstwirtschaftlichen Besitzungen über erheblichen Bergbau- und Industriebesitz. Immerhin entfielen auf die Kohlegruben des Hauses um 1900 etwa 7 % der Gesamtfördermenge in Deutschland. Die Zinkhütten produzierten 5 % der Weltproduktion. Allerdings hatte sich der Fürst durch zahlreiche unsystematische Investitionen finanziell übernommen. Kleefeld sollte den Besitz wieder sanieren. Er errechnete Schuldverpflichtungen von 160 Millionen Goldmark. Durch gute Beziehungen zu Hjalmar Schacht gelang es Kleefeld, das notwendige Kapital aufzubringen, um die Schuldverpflichtungen abzulösen. Danach machte der alternde Fürst Kleefeld zu seinem engsten Berater und Wegbegleiter, schenkte ihm volles Vertrauen und überließ ihm über Jahre hinweg alle Geschäfte seines Hauses.
Während des Ersten Weltkrieges leistete Kleefeld außerdem Lazarettdienste in Belgien und wurde neben verschiedenen weiteren zivilen Verdienstorden auch mit dem Eisernen Kreuz für Nichtkombattanten ausgezeichnet.

### Adelstitel, Heirat, Güter
Kurt Kleefeld war die letzte Person, die in Deutschland einen Adelstitel erwarb. Er wurde auf Antrag seines Dienstherrn, Fürst Christian Kraft zu Hohenlohe-Öhringen, Herzog zu Ujest, „in Anerkennung der diesem geleisteten langjährigen treuen Dienste“ von Fürst Leopold IV. zur Lippe noch am 12. November 1918, dem Tag seiner Abdankung, in den lippischen Adelsstand erhoben. Hintergrund war, dass das Kleefeld als Anerkennung für seine Tätigkeit für den Fürsten Kraft in Aussicht gestellte Ritterkreuz I. Klasse des württembergischen Friedrichs-Ordens seit 1913 nicht mehr mit der Erhebung in den Personenadel verbunden war, weshalb die Nobilitierung durch den Fürsten zur Lippe als Ausweg erschien. Damit gelang Kleefeld der Aufstieg in den Adel genau in dem Augenblick, als dieser unterging: Zur Vornahme von Standeserhebungen berechtigte Fürsten gab es in Deutschland nicht mehr, und mit Inkrafttreten der Weimarer Verfassung am 14. August 1919 wurden alle Standesvorrechte abgeschafft.
Für einen jüdischstämmigen Geschäftsmann wie Kurt Kleefeld bedeutete die Nobilitierung im deutschen Kaiserreich nicht nur einen gesellschaftlichen Aufstieg, sondern die soziale Anerkennung als gleichwertiger Leistungsträger. Der Stresemann-Biograph Kurt Koszyk bezeichnet sie als „in einer latent antisemitischen Gesellschaft für einen getauften Juden wie Kleefeld eine Art Schutz.“ Adelserhebungen von Juden und jüdischstämmigen Bürgern wurden in vielen deutschen Staaten, vor allem in Preußen und Sachsen, systematisch verweigert. Selbst anderenorts erfolgte Standeserhebungen wurden vom preußischen Heroldsamt nur ungern anerkannt. Einige süddeutsche Länder sowie Kleinststaaten wie Lippe waren hierin weniger streng und eröffneten auf diese Weise Schlupflöcher, wie sie Kleefeld nutzte.
1919 heiratete Kurt von Kleefeld die 20 Jahre jüngere Gudrun Gräfin von Schwerin (1901–1988). Als Gutsbesitzer war Kleefeld Herr auf dem 28 Hektar großen Gut Alt-Hartmannsdorf, Kreis Beeskow-Storkow. Er ließ 1922 das Schlössle in Weißbach erbauen und erwarb 1929 die Ruine Forchtenberg, die er instand setzen ließ und einem Erbvertrag zufolge nach seinem Tod der Stadt Forchtenberg vermachen wollte. Die Burg blieb aber zunächst in Privatbesitz und ging endgültig erst 1989 in den Besitz der Stadt über. Seine Witwe heiratete in zweiter Ehe 1939 in München den Juristen Rudolf Freiherr von Eickstedt (1904–1976), der ein Gut in Schlesien besaß; das Paar lebte in Bayern.

### Verhältnis zu Stresemann

#### Spannungen in der Umbruchszeit
Obwohl national eingestellt, schloss sich Kleefeld 1918 der freisinnigen DDP an. Dafür war der Antisemitismus der weiter rechts stehenden Parteien offenbar ein Beweggrund. An den gescheiterten Einigungsverhandlungen zwischen Freisinn und Nationalliberalen im November 1918 war Kleefeld aufseiten der DDP beteiligt, sodass er und Stresemann (1919 Mitbegründer der nationalliberalen DVP) hier auf verschiedenen Seiten standen. Stresemann, der während des Krieges aggressive annexionistische Ziele vertreten hatte, blieb für die DDP inakzeptabel, was ihn verbitterte und in Briefen sogar zu antisemitischen Äußerungen veranlasste (in der DDP seien „ausschließlich Juden die Wortführer“, man strebe „die Herrschaft des mobilen Kapitals unter Führung des Judentums in Deutschland“ an). Kleefeld äußerte vernichtende Kritik am Verhalten Stresemanns im Kriege und bezeichnete ihn in diesem Zusammenhang als seinen „arme[n], unglückliche[n], irregeleitete[n] Schwager“, wie Stresemann in sein Tagebuch notierte. Kleefeld selbst war während des Krieges als entschiedener Befürworter der Ideen Arnold Rechbergs für einen Separatfrieden mit Frankreich in Erscheinung getreten.
Bei derselben Gelegenheit sagte Kurt von Kleefeld offenbar auch, die neu gegründete Deutsche Demokratische Partei repräsentiere „eine neue politische Ethik“, was Stresemann in späteren Aufzeichnungen betont spöttisch kommentiert. Den Grund für Stresemanns Spott vermutet sein Biograph Jonathan Wright vor allem im Zeitpunkt dieses Bekenntnisses Kleefelds zur Demokratie (um den 15. November 1918): Nur wenige Tage zuvor hatte er sich in den Adelsstand erheben lassen!
Den Krieg beurteilte Kleefeld schon frühzeitig sehr skeptisch. Während seine politischen Freunde noch über Kriegsziele debattierten, befürchtete er schon während des Krieges die deutsche Niederlage als wahrscheinliches Szenario und warnte für diesen Fall gesprächsweise vor der drohenden „Sudanisierung“ Deutschlands (womit er ein Besatzungs- und Suzeränitätsverhältnis nach dem Vorbild des Anglo-Ägyptischen Sudans meinte). Er wiederholte diese Warnung im Vorfeld der Unterzeichnung des Friedensvertrags von Versailles in einem Artikel im Berliner Acht-Uhr-Abendblatt vom 19. Mai 1919, diesmal als Appell an die Siegermächte formuliert, von denen er einen Frieden auf der Basis des 14-Punkte-Programms des amerikanischen Präsidenten Woodrow Wilson verlangte und dazu aufrief, diesen Standpunkt konsequent in der internationalen Öffentlichkeit zu verbreiten, um das von gegnerischen Maximalisten betriebene Programm einer „Sudanisierung“ Deutschlands zu ächten.

#### Mitarbeit in Stresemanns Netzwerk
Trotz solcher Spannungen und Divergenzen gehörte Kurt von Kleefeld stets zum engen politischen Netzwerk und Einflusskreis seines Schwagers und blieb Stresemann sein ganzes Leben lang verbunden. Besonders seine weitreichenden Beziehungen zum Adel und zur Finanzwelt waren Stresemann nützlich. Schon die Vermittlung Kleefelds zum Hansabund war ein Manöver Stresemanns gewesen, um seinen Einfluss in dem von ihm mitgegründeten Verband zu sichern; auch die Einstellung Kleefelds als fürstlicher Generalverwalter dürfte zumindest indirekt von Stresemann eingefädelt worden sein. Den Aufsichtsräten verschiedener Großkonzerne gehörte Stresemann teils zusammen mit Kleefeld an, der durch seine Position als Generalbevollmächtigter Zugang zu solchen Gremien bekommen hatte und dort im Sinne Stresemanns wirken konnte.
Zugleich unterstreichen die Stresemann-Biographen, dass die Beziehung zwischen Kurt von Kleefeld und Stresemann kein einseitiges Abhängigkeits- und Verehrungsverhältnis und Kleefeld nicht nur Gehilfe oder Adept Stresemanns war (Pohl nennt dagegen andere enge Mitarbeiter Stresemanns, für die das nach seiner Ansicht zutrifft). Beispielhaft werden nicht nur die politischen Differenzen bei der Gründung der DDP angeführt, sondern auch die Tatsache, dass der stil- und selbstsicher auftretende Kurt Kleefeld sich auf gesellschaftlichem Parkett geschickter und eleganter bewegte, Zugang zu anderen Kreisen besaß, die Stresemann verschlossen blieben, und ähnlich aufstiegsorientiert war wie Stresemann selbst, der seinen Schwager um manche Eigenschaft beneidete: „Kurt Kleefeld besaß eine Fülle von Eigenschaften, die Stresemann selber abgingen: Charme, eine gewisse Leichtigkeit (auch in finanziellen Dingen) und gesellschaftlich perfekte Umgangsformen. Er war mindestens so karrierebewusst wie Stresemann.“

#### Anfeindungen
Bereits vor dem Ersten Weltkrieg hatte Heinrich Claß, der Führer der Alldeutschen, in seinem pseudonym veröffentlichten Agitationstext Wenn ich der Kaiser wär (Leipzig, 1912) Stresemann und seinem Mentor Ernst Bassermann (dessen Frau Julie ebenfalls aus einer jüdischen Familie stammte) vorgeworfen, sie seien „jüdisch versippt“. Während seiner politischen Karriere in der Weimarer Republik (1923–1929) versuchte die extreme Rechte wiederholt, Stresemann auch durch seine Verwandtschaft mit Kurt von Kleefeld zu diskreditieren. Neben dem Hinweis auf die jüdische Herkunft Kleefelds wurde ihm als Generalbevollmächtigten des Hauses Hohenlohe-Oehringen auch vorgeworfen, für die nach 1918 in Polen liegenden Betriebe französisches und englisches Kapital aufgenommen und damit die deutschen Interessen in diesen Gebieten beschädigt zu haben. In in- und ausländischen Medien wurde gemutmaßt, Stresemann werde von seinem reichen Schwager finanziell unterstützt. Das Time Magazine kolportierte diese Gerüchte am 8. November 1926, indem es Gustav Stresemann die (satirisch erfundenen) Worte in den Mund legte: „Eine Geschichte machte letzte Woche die Runde in Berlin, dass meine Fähigkeit, mit einem Gehalt von 6.400 Dollars pro Jahr ein großes Haus zu führen, sich der freundlichen Förderung meiner Angelegenheiten durch den Multimillionär Dr. von Kleefeld verdankt, meinen adligen Schwager.“ Angriffe kamen aber 1928 auch vom SPD-Zentralorgan Vorwärts. Das Blatt zitierte auf der Hauptseite Äußerungen des Hindenburger Tageblatts, in dem es hieß, Kleefeld sei „der typische Vertreter einer bestimmten Gattung von Emporkömmlingen“.

### Korruptionsvorwürfe und Tod
Nach Streitigkeiten mit den Erben des 1926 verstorbenen Fürsten Christian Kraft zu Hohenlohe-Oehringen schied Kleefeld 1932 aus den Diensten des Hauses aus. Es kam zu einem langjährigen Rechtsstreit mit seinem ehemaligen Arbeitgeber, der erst zwei Jahre nach seinem Tod mit einem gerichtlichen Vergleich zwischen den Erben v. Kleefelds, namentlich seinen Schwestern und deren Ehemännern, und der Stiftung des Fürstenhauses endete. Im Wesentlichen warf man ihm vor, Werte für persönliche Zwecke ins Ausland geschafft und die Firma durch seine Amtsführung geschädigt zu haben. Auch Gustav Stresemann wurde in den letzten Monaten vor seinem Tod (3. Oktober 1929) mit den Vorwürfen gegen seinen Schwager konfrontiert, deren Tragweite und Berechtigung er aber noch nicht einschätzen konnte. Die in der Presse kolportierten Einzelheiten wirkten Stresemanns Biograph Koszyk zufolge wie eine Variation der Affäre des „Jud Süß“. Dass finanzielle Unregelmäßigkeiten seines Schwagers auf ihn zurückfallen könnten, hatte Stresemann bereits 1926 befürchtet und zur Vorsicht gemahnt. Um Strafverfolgungen wegen angeblicher Steuerhinterziehung zu entgehen, verlegte v. Kleefeld seinen Wohnsitz 1931 zeitweilig nach Ungarn, später in die Schweiz.
Kurt von Kleefeld trat 1931 der Berliner Gesellschaft der Freunde bei, ist in dem Anfang 1934 erschienenen Mitgliederverzeichnis der Vereinigung für 1933 aber nicht mehr aufgeführt.
Nachfolger v. Kleefelds als Generalverwalter der hohenlohischen Güter wurde der Bankier Richard Chrambach (1932–1942), der als Hauptgegner Kleefelds im Streit um die Veruntreuungsvorwürfe auftrat. Ebenfalls jüdischer Herkunft, versuchte er dies in der Nazizeit zu verleugnen und sah sich selbst als überzeugten Nationalsozialisten. Später, nach seiner Entlassung aus „Rassegründen“ im Zweiten Weltkrieg, ging er nach Ungarn und betrieb von dort aus auf abenteuerliche Weise mithilfe gefälschter Abstammungsurkunden und Vaterschaftserklärungen seine „Arisierung“ und Rückkehr ins Amt, womit er sich erpressbar machte und schließlich enttarnt wurde. Chrambach wurde im Februar 1945 als deutscher Jude in das österreichische Konzentrationslager Mauthausen eingeliefert und dort ermordet.
Kurt von Kleefeld starb Ende Oktober 1934 an den Folgen eines Herzschlags auf der Trabrennbahn Berlin-Karlshorst. Er hinterließ keine Nachkommen. Stresemanns Sohn Wolfgang nahm die Interessen der Erben Kleefelds bis zur Beilegung des Rechtsstreits im November 1936 wahr und emigrierte 1939 zusammen mit seiner Mutter, Kurts Schwester Käte, in die USA. Die Nationalsozialisten vermieden es zu dieser Zeit, die Erbauseinandersetzungen zwischen Kleefelds Familie und der fürstlichen Verwaltung propagandistisch auszuschlachten, weil ihnen eine Kampagne gegen das Andenken Gustav Stresemanns zu diesem Zeitpunkt aufgrund des internationalen Ansehens des verstorbenen Politikers und der guten Beziehungen seiner Familie ins Ausland nicht opportun erschien.
Der über die Details geschäftlicher Verhältnisse der Hochfinanz gewöhnlich gut informierte kommunistische Wirtschaftsjournalist und Dichter Franz Jung, der Chrambach persönlich kannte und dessen unglückliche Arisierungsaffäre in Ungarn miterlebte, behauptete 1946 in seinen Briefen an Ruth Fischer, „der Vorgänger von Chr[ambach], Schwager von Stresemann, hatte sich bei der Verwaltung dieser Gesellschaft 120 Millionen Reichsmark zusammenstehlen können, die ihm zum Teil Chr[ambach] wieder hat abjagen können.“ Jung hielt Chrambach allerdings für einen „Irren“ und nahm dessen Äußerungen sonst nur wenig ernst.

## Wappen
Das an Kurt von Kleefeld bei der Erhebung in den erblichen Adel verliehene Wappen ist gespalten und zeigt rechts in Silber, oben am Schildrand, ein vierblättriges grünes Kleeblatt, links ebenso in Rot ein natürliches Wagenrad; unten, über den Schild gelegt, ein rechtsaufwärts geschrägtes gold-begrifftes blankes Schwert. Auf dem gekrönten Helm mit rot-silbernen Decken ein offener, rechts silberner, links roter Flug, dazwischen das vierblättrige Kleeblatt.